# Daniël Gerard Steenkuyl
Daniël Gerard Steenkuyl (1838 – 1921) was een orgelmaker in Amsterdam.

## Biografie
Daniël Gerard Steenkuyl leerde zijn vak bij Pieter Flaes die eveneens in Amsterdam werkte. In 1889 zette Steenkuyl het bedrijf van Flaes alleen voort. Vanaf 1909 werkte hij samen met Arie Recourt (1867-1941) die toen zijn compagnon werd. Zij werkten onder de naam Steenkuyl & Recourt.

In de orgelbouw gooide hij het roer radicaal om. Waar Flaes nog zeer traditioneel te werk ging, nam Steenkuyl afscheid van deze traditie en zocht hij naar nieuwe constructies en technieken. Het orgel van 

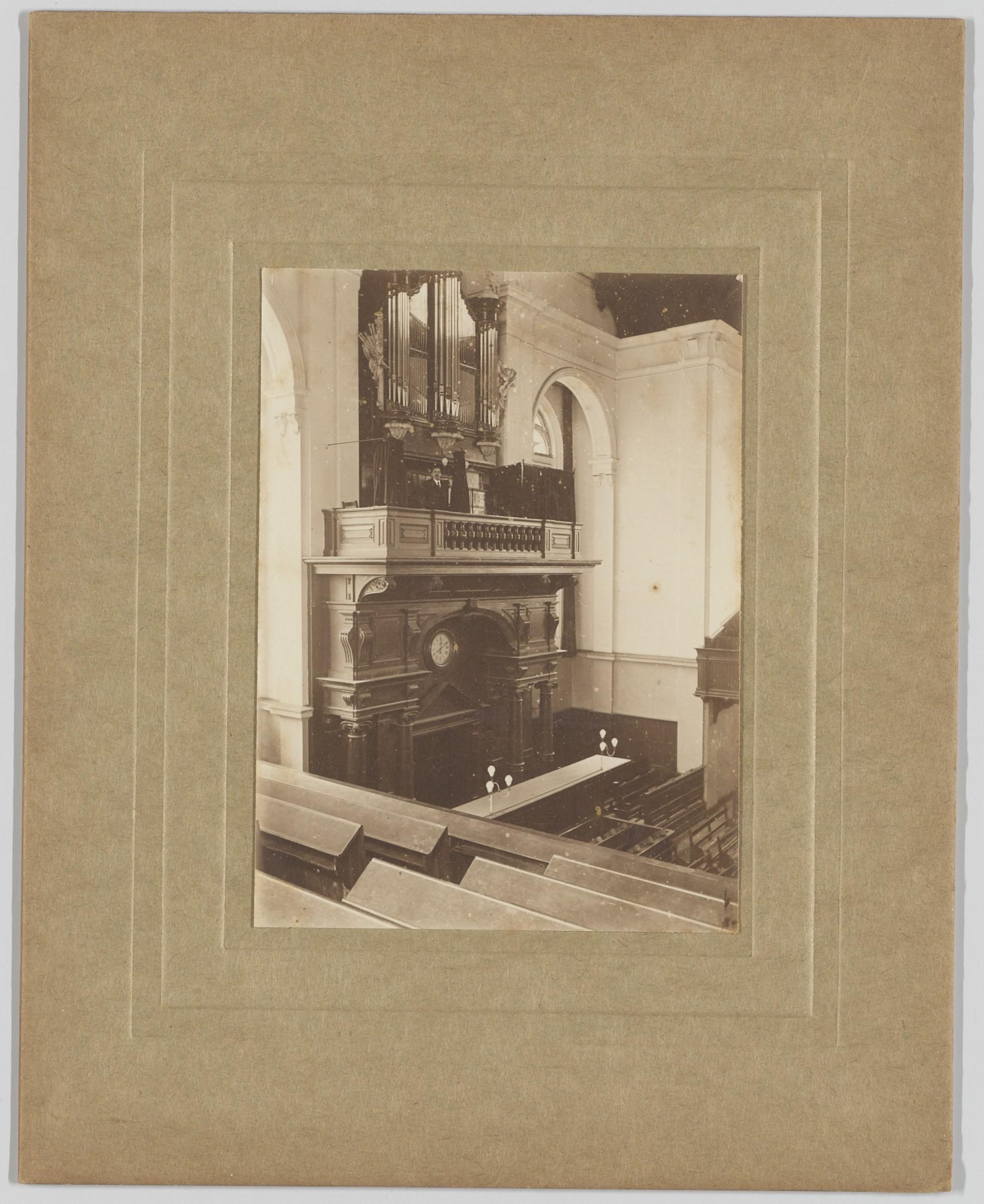
Orgel in de Muiderkerk Linnaeusstraat Amsterdam

 de Muiderkerk in Amsterdam was in 1893 het tweede orgel wat op deze manier was geconstrueerd. Achter een traditioneel front, wat na de brand in deze kerk bewaard is gebleven, stond een pneumatisch twee klaviers orgel met een vrijstaande speeltafel met registerterrassen en registreerhulpen. Een dergelijk pneumatisch orgel had in Amsterdam een door luchtdruk gedreven regeerwerk of tractuur (dat is het geheel van voorzieningen waarmee de organist het orgel bespeelt) waardoor het veel lichter bespeelbaar is. Dit traditionele front werd door Kaat & Tijhuis, . die het front en wat pijpwerk in eigendom had, geplaatst in de Gereformeerd vrijgemaakte "Goede Herderkerk" in Emmen. Hier werd een mechanisch orgel achter dit front gebouwd door deze orgelbouwer.
Voor een klassiek muziekinstrument met oude constructies en loden pijpen was nauwelijks plaats in de denkwereld van D.G. Steenkuyl. Zijn moderniseringsdrift leidde op veel plaatsen tot de complete ondergang of ernstige verminking van oude historische orgels. Dit wordt vermeld in het boekje over de restauratie van de kas in de Westerkerk van Enkhuizen en het Grote orgel in de Westerkerk van Amsterdam. Ook in de Hervormde kerk van Grootebroek werd het orgel op die manier verbouwd. Zowel in Enkhuizen als in Grootebroek was Reinhart Gerrit Crevecoeur de adviseur. Dit van oorsprong door L.van Dam en Zonen gebouwde orgel wacht nog op restauratie. Een instrument van Steenkuyl wat nog te beluisteren is, staat in de voormalige Gereformeerde Kerk aan de Keizersgracht in Amsterdam en in Rotterdam in de Remonstrantse Arminiuskerk